# Токсидермия
Токсидермия (устар. «токсико-аллергический дерматит») — острое воспаление кожных покровов под воздействием веществ, попадающих внутрь организма и обладающих аллергическими или токсико-аллергическими свойствами. В отличие от дерматитов, этиологический фактор в данном случае проникает в кожу гематогенным путём.

## Этиология
Главную роль играют экзогенные аллергены — лекарственные препараты, пищевые продукты, производственные и бытовые химические вещества, которые попадают в организм через пищеварительные или дыхательные пути.

В основе патогенеза токсидермии лежат аллергические реакции всех типов.

Чаще токсидермией страдают лица, имеющие индивидуальную предрасположенность или аллергические заболевания (бронхиальная астма, экзема, нейродермит и др.). Эндогенная причина токсидермий — аутоинтоксикация необычными продуктами обмена, появляющимися в организме вследствие нарушения функции желудочно-кишечного тракта, печени, почек.

Токсидермии могут развиваться через любое время после введения в организм аллергена (от нескольких часов до 1½ мес).

## Клиника
Клинические проявления токсидермий разнообразны. Наблюдаются пятнистые, папулёзные, уртикарные, везикулёзные, буллёзные, эритематозно-сквамозные и другие высыпания.
В ряде случаев клиническая картина соответствует хорошо известным дерматозам и инфекциям — многоморфной экссудативной эритеме, розовому лишаю, кори, скарлатине, красному плоскому лишаю и т. д. Это сходство усиливается и другими общими симптомами заболеваний: острым началом, симметричностью высыпаний, нарушением общего состояния (лихорадка, недомогание, увеличение всех групп лимфатических узлов), наличием геморрагического компонента, зуда и т. д.
Классификация по тяжести течения:
- Лёгкие
- Тяжёлые
  - Синдром Лайелла
  - Синдром Стивенса-Джонсона
  - Эритродермии

Классификация по распространённости:
- Ограниченная
- Распространённая

## Ограниченная токсидермия
Может появиться на коже и слизистой оболочке рта и быть пятнистой (эритематозной), уртикарной и буллёзной. Развивается она чаще в результате приёма сульфаниламидных препаратов, производных барбитуратовой кислоты, салицилатов, антибиотиков, анальгина и других препаратов.

## Распространённая токсидермия
Это тяжёлое заболевание, при котором высыпания на коже и слизистых оболочках сопровождаются ознобом, лихорадкой, диспепсическими явлениями, в некоторых случаях даже коматозным состоянием и т. д.

## Лечение
Терапия больных токсидермией направлена на блокирование раздражающего вещества и выведение его из организма. Внутрь назначают десенсибилизирующие, антигистаминные препараты (Алерзин, Супрастин), мочегонные и слабительные. Местно применяют противозудные болтушки, охлаждающие кремы или кортикостероидные мази.
При обширном поражении кожи целесообразно проводить наружное лечение открытым способом, как при ожогах. Назначают обильное питьё, жидкую или протёртую пищу, богатую белками, витаминами (лучше в виде различных смесей, состоящих, например, из яичного белка, сливок, творога). При поражении слизистой оболочки рта назначают вяжущие, дезинфицирующие и обезболивающие средства. Если глотание затруднено, применяют питательные клизмы.
Глаза промывают раствором борной кислоты, используют цинковые капли, гидрокортизоновую мазь.